# Championnats d'Amérique du Nord de patinage artistique 1957
Navigation
Édition précédente Édition suivante
Les 17e championnats d'Amérique du Nord de patinage artistique ont lieu les 9 et 10 février 1957 au Community War Memorial de Rochester dans l'État de New York aux États-Unis.
Quatre épreuves y sont organisées: messieurs, dames, couples artistiques et danse sur glace.

## Podiums
| Épreuves                            | Or                                   | Argent                       | Bronze                             |
| ----------------------------------- | ------------------------------------ | ---------------------------- | ---------------------------------- |
| Messieurs résultats détaillés       | David Jenkins                        | Charles Snelling             | Tim Brown                          |
| Dames résultats détaillés           | Carol Heiss                          | Carole Jane Pachl            | Joan Schenke                       |
| Couples résultats détaillés         | Barbara Wagner / Robert Paul         | Maria Jelinek / Otto Jelinek | Nancy Rouillard / Ronald Ludington |
| Danse sur glace résultats détaillés | Geraldine Fenton / William McLachlan | Joan Zamboni / Roland Junso  | Sharon McKenzie / Bert Wright      |

## Tableau des médailles
| Rang  | Nation     | Or | Argent | Bronze | Total |
| ----- | ---------- | -- | ------ | ------ | ----- |
| 1     | Canada     | 2  | 3      | 0      | 5     |
| 2     | États-Unis | 2  | 1      | 4      | 7     |
| Total | Total      | 4  | 4      | 4      | 12    |

## Détails des compétitions

### Messieurs
| Rang | Nom              | Pays       |
| ---- | ---------------- | ---------- |
| 1    | David Jenkins    | États-Unis |
| 2    | Charles Snelling | Canada     |
| 3    | Tim Brown        | États-Unis |
| 4    | Donald Jackson   | Canada     |
| 5    | Tom Moore        | États-Unis |

### Dames
| Rang | Nom               | Pays       |
| ---- | ----------------- | ---------- |
| 1    | Carol Heiss       | États-Unis |
| 2    | Carole Jane Pachl | Canada     |
| 3    | Joan Schenke      | États-Unis |
| 4    | Karen Dixon       | Canada     |
| 5    | Margaret Crosland | Canada     |
| 6    | Claralyn Lewis    | États-Unis |

### Couples
| Rang | Nom                                | Pays       |
| ---- | ---------------------------------- | ---------- |
| 1    | Barbara Wagner / Robert Paul       | Canada     |
| 2    | Maria Jelinek / Otto Jelinek       | Canada     |
| 3    | Nancy Rouillard / Ronald Ludington | États-Unis |
| 4    | Mary Kay / Richard Keller          | États-Unis |

### Danse sur glace
| Rang | Nom                                  | Pays       |
| ---- | ------------------------------------ | ---------- |
| 1    | Geraldine Fenton / William McLachlan | Canada     |
| 2    | Joan Zamboni / Roland Junso          | États-Unis |
| 3    | Sharon McKenzie / Bert Wright        | États-Unis |
| 4    | Lindis Johnston / Jeffrey Johnston   | Canada     |
| 5    | Carmel Bodel / Edward Bodel          | États-Unis |
| 6    | Beverley Orr / Hugh Smith            | Canada     |